# José Olaya Correa
José Luis Olaya Correa (Callao, 1949) es un periodista peruano. Destacado promotor de la llamada prensa popular o chicha de los años 1990, fundó y dirigió el diario El Tío, que apoyó la rerreelección de Alberto Fujimori. Fue también subdirector de La República y director de El Popular, El Nacional y El Chino.

## Biografía
Cursó sus estudios escolares en el Colegio Jorge Washington de Bellavista. Luego pasó a estudiar periodismo en la Universidad Católica. Empezó a ejercer su profesión en la revista Caretas, de 1972 a 1974. Luego, Guillermo Thorndike se lo llevó al diario La Crónica, que había sido expropiado por el gobierno militar de Juan Velasco Alvarado. Allí se encargó de la sección de deportes. También trabajó como asesor de relaciones públicas y prensa de la empresa estatal Electro-Perú.
Formó parte del equipo periodístico que lanzó El Diario de Marka (1980). Al año siguiente, participó en la organización y fundación del diario La República, en la cual empezó a ejercer como jefe de redacción, para pasar en 1983 a ser subdirector, al mismo tiempo en que Thorndike era el director.
En 1984 pasó a ser director del diario El Popular, del mismo grupo de La República, pero orientado más a la clase popular, como su nombre lo indicaba. Fue él quien colocó al diario en la ruta de la vulgaridad, empezando a colocar en la portada fotos de mujeres artistas en traje de vedettes, preferentemente de espaldas y mostrando las nalgas en primer plano. Según Gargurevich, este fue el aporte que hizo Olaya al periodismo peruano, estilo que explosionaría en los años 1990 con los llamados periódicos chicha.
En 1985, tras haberse distanciado de Thorndike, aprovechó la coyuntura política de las elecciones generales para fundar su propio diario, que se llamó El Nacional. Empezó como un diario político que se consideraba pluralista y que saludó el triunfo electoral del candidato aprista Alan García. Tuvo su momento de éxito en ventas cuando obsequió a sus lectores manuales de educación sexual. Pero luego empezó a declinar, por lo que debió apelar al sensacionalismo. No obstante, su bajada continuó, lo que se agravó más por las disputas por el control de la empresa, y acabó por quebrar, ya bajo el gobierno de Alberto Fujimori.
En 1995 pasó a ser director del diario El Chino, propiedad de los hermanos Wolfenson y el principal de los llamados diarios populares o chicha, que apoyaron al gobierno de Alberto Fujimori. El costo de cada ejemplar de estos periódicos era de cincuenta céntimos.
En 1996 Olaya fue víctima de un atentado, en el que recibió varios disparos, uno de los cuales le hirió en la pierna izquierda. En 1997, todavía ligado a la editora de El Chino, fundó el diario La Reforma, con el propósito de ofrecer noticias serias en formato similar a los diarios chicha. Pero la nueva publicación no tuvo éxito y dejó de circular rápidamente.
En 1998 fue separado del diario El Chino y ese mismo año fundó el diario El Tío, también de corte popular o chicha, aunque esta vez bajo una empresa creada por él mismo, con sus propios ahorros, según su versión. Este diario hizo una campaña difamatoria contra los políticos y periodistas que se oponían a la llamada rerreelección de Alberto Fujimori. Después se supo que, entre 1998 y 2000, El Tío recibió un millón y medio de dólares de parte del Estado y que sus titulares eran esbozados por el mismo Vladimiro Montesinos, el asesor de Fujimori, desde su oficina del SIN.
Tras la caída de Fujimori, se abrió juicio contra los propietarios y directivos de la “prensa chicha”, por haber recibido financiamiento del gobierno de dicho mandatario, a cambio de difamar a sus opositores políticos. La sentencia se dictó en enero de 2005. Olaya fue condenado a cinco años de prisión, al ser hallado culpable de los delitos de complicidad de peculado y asociación ilícita para delinquir, al haber recibido dinero del Estado de manos de Vladimiro Montesinos, bajo la orden de difamar en su periódico a los políticos y opositores del gobierno. Esta pena fue reducida a cuatro años en la Corte Suprema de Justicia. Olaya salió en libertad en julio de 2008.

## Publicaciones
- 1985 y 1988: Víctor Raúl… toda la vida (Enciclopedia ilustrada).